# Revolta de Boudica
Es coneix com a Revolta de Boudica la rebel·lió de les tribus britones contra l'ocupació romana de les Illes Britàniques, liderada per la reina Boudica.

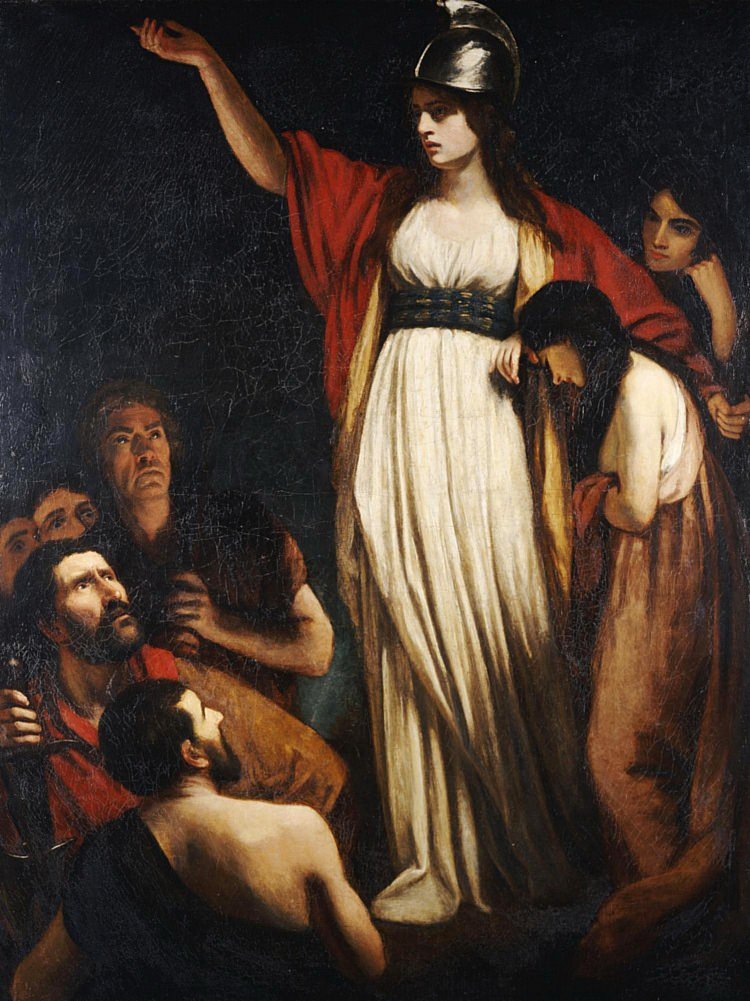
Boudica arengant els britànics de John Opie

## Preludi
Boudica (segons els romans Boadicea) (~30 dC - 61 dC) va ser una reina celta-britona de la tribu dels Iceni. El seu marit era Prasútag, rei dels Iceni, tribu que no havia estat directament sotmesa pels romans sinó que s'havien aliat voluntàriament amb ells després de la campanya de conquesta de l'emperador Claudi. Prasútag va ser mantingut (o col·locat) en el tron a canvi de la promesa de servir a Roma i així va ser fins que va morir de malaltia l'any 60 o 61 dC.
Era un costum romà permetre als reis aliats mantenir la seva independència mentre visquessin però a la seva mort, havien de deixar el seu regne en herència a Roma. Així havia passat per exemple en les províncies de Bitínia i Galàcia. En el seu testament, Prasútag havia deixat part de les seves terres i riqueses a l'emperador Neró, el successor de Claudi; però també en va deixar una part a les seves filles. Prasútag va pensar que gràcies a la seva submissió i bona voluntat envers Roma, la seva família rebria un bon tracte i es permetria a les seves filles seguir governant. Però els romans no pensaven el mateix i a més, la legislació romana no permetia heretar a les dones. Així doncs, quan Prasútag va morir, la seva voluntat va ser ignorada i el seu regne annexat com si hagués estat conquerit. Terres i propietats van ser confiscades i els nobles tractats com esclaus. Segons Tàcit, Boudica va ser assotada i les seves filles violades.

## La rebel·lió
L'any 60 o 61, mentre el governador Gai Suetoni Paulí, liderava una campanya contra l'illa de Mona (actualment Anglesey), refugi de britons rebels i fortalesa dels druides, els iceni acordaren rebel·lar-se juntament amb els trinovants i d'altres. Boudica fou escollida líder de la revolta. És significant que el mateix nom Boudica significa Victòria en diverses llengües celtes.
El seu primer objectiu fou Camulodunum (Colchester), antiga capital dels trinovants i en aquell temps colònia romana, on els veterans soldats de Roma havien rebut terres. També hi havia en la ciutat un temple dedicat a Claudi, erigit amb els diners dels impostos sobre la població local. Davant de la revolta, els romans demanaren ajuda al procurador Catus Decianus, però aquest envià tan sols 200 soldats auxiliars.

Localització del territori dels iceni

Boudica caigué sobre la ciutat pobrament defensada i la destruí. Alguns defensors es refugiaren en el temple, però després de dos dies de setge, caigueren en mans dels rebels. Segons estudis arqueològics, la ciutat fou sistemàticament demolida.
Quint Petili Cerealis, al capdavant de la Legió IX Hispana, va intentar socórrer la ciutat però patí una total derrota. Tota la infanteria fou anorreada i només s'escaparen el mateix Petili i alguns homes a cavall. Al saber de la derrota, Catus Decianus fugí a la Gàlia.
Suetoni avançà a marxes forçades en direcció a Londres, seguint la via romana coneguda com a Watling Street. Londinium era una població relativament moderna, fundada el 43, però que havia crescut com a centre de comerç. Un cop allí, Suetoni va considerar defensar la ciutat i oferir batalla als rebels, però davant de la seva aclaparadora inferioritat numèrica i coneixent la derrota patida per la IX Legió, decidí sacrificar la ciutat per salvar la província. Així doncs, ordenà que la ciutat fos abandonada als rebels, que la cremaren fins als fonaments, assassinant a tots aquells que encara no havien fugit. Poc després també destruïren Verulàmium (St Albans)
Entre les tres ciutats destruïdes, s'estima que entre 70.000 i 80.000 persones foren assassinades. Tàcit diu que els britons no tenien interès a prendre presoners i que conseqüentment molts romans foren penjats, cremats vius o crucificats. Cassi Dió dona detalls més escabrosos, anotant que les dones nobles foren empalades en estaques, els tallaren els pits i se’ls cosiren a les boques, entre altres sacrificis.

## Reacció Romana
Suetoni reagrupà la Legió XIV Gemina, alguns destacaments de la Legió XX Valèria Victrix i totes les tropes auxiliars que tenia disponibles. El prefecte de la Legió II Augusta, Poenius Postumus, va ignorar les ordres, i la Legió IX Hispana estava en camí per rellevar Camulodunum, però tot i això, el governador reuní gairebé deu mil homes en un congost proper a Watling Street, 
Boudica es presentà al davant de les seves tropes, i segons Tàcit, abans de la batalla es dirigí als seus homes presentant-se a ella mateixa no com una aristòcrata que havia perdut les seves riqueses, sinó com una dona senzilla que buscava revenja per la pèrdua de llibertat, la tortura del seu cos i l'ultratge patit per les seves filles. Ella, com a dona, estava disposada a lluitar o morir. Si els homes volien viure com esclaus, era la seva opció.
Malgrat tot, la manca de maniobrabilitat dels britons i la seva inexperiència en tàctiques de camp per coordinar un exèrcit tan nombrós (els romans l'estimen en 230.000, probablement exagerant) aviat els posà en desavantatge davant dels romans, millor entrenats i equipats. La poca amplada del congost també va impedir que els britons poguessin rodejar als romans i es veiessin obligats a presentar una línia no més ampla que la romana.
Els romans reberen l'enemic amb un massiu llançament dels seus pílums, que tombaren els primers milers de britons que corrien cap a ells. Llavors adoptaren la formació de falca, pressionant la línia enemiga. Les tropes de Boudica intentaren recular, però es veieren atrapats per la presència de les seves pròpies familes, que havien disposat en un anell de carros al seu darrere, i sense poder fugir foren aniquilats. Tàcit diu que almenys 80.000 britons foren morts, per contra de 400 romans.
Boudica es suïcidà o bé caigué malalta i morí, Tàcit i Dió discrepen.
Postumus, al saber de la victòria romana, es suïcidà. Catus Decianus, fugit a la Gàl·lia, va ser reemplaçat per Gai Juli Alpi Classic. Suetoni va dur a terme accions de càstig contra els britons, fins que Neró, temorós que aquestes accions poguessin despertar una segona rebel·lió, el substituí per Publi Petroni Turpila, més conciliador.